# نادي بلابينيك
نادي بلابينيك (بالفرنسية: Stade Plabennecois Football)‏ نادي كرة قدم فرنسي يلعب في دوري الدرجة الوطنية .وقد تم تأسيس النادي في سنة 1934 .